# ارکیده (آلبوم)
ارکیده (به انگلیسی: Orchid) نخستین آلبوم گروه موسیقی سوئدی اپث است. این آلبوم در سال ۱۹۹۵ منتشر شد.

## موسیقی
موسیقی این آلبوم از ژانرهای مختلفی تأثیر گرفته‌است؛ شامل عناصری از موسیقی فولک، پراگرسیو راک، جیغ‌هایی که در بلک متال زده می‌شود و همچنین خوانندگی به سبک دث‌متال؛ همچنین بعضاً عناصری از موسیقی جز نیز در این آلبوم شنیده می‌شود و قطعه‌های ملودیکی دارد که در آن پیانو و گیتار آکوستیک نواخته شده‌است. این آلبوم اپث نزدیک‌ترین آلبوم اپث به سبک بلک متال است. بیشتر آهنگ‌های آلبوم بالای ۹ دقیقه هستند و تنها دو آهنگ آلبوم که بی‌کلام هستند مدت زمان کوتاهی دارند.

## فهرست آهنگ‌ها
1. «In The Mist She Was Standing»
2. «Under The Weeping Moon»
3. «Silhouette»
4. «Forest Of October»
5. «The Twilight Is My Robe»
6. «Requiem»
7. «The Apostle In Triumph»